# Sidymella jordanensis
Sidymella jordanensis är en spindelart som först beskrevs av Soares 1944.  Sidymella jordanensis ingår i släktet Sidymella och familjen krabbspindlar. Inga underarter finns listade i Catalogue of Life.